# Edward Görlich
Edward Görlich (ur. 26 lipca 1914 w Krakowie, zm. 8 lipca 2009 tamże) – polski profesor zwyczajny nauk technicznych Akademii Górniczo-Hutniczej w Krakowie. Dziekan Wydziału Ceramicznego w latach 1960–1964, członek czynny Polskiej Akademii Umiejętności, dyrektor Instytutu Inżynierii Materiałowej (1971), prorektor ds. ogólnych AGH (1971–1973), przewodniczący komitetu redakcyjnego wyd. „Nauka dla wszystkich” (1964–2002).

## Życiorys
Syn dyrektora tramwajów miejskich. Przed wojną ukończył studia chemiczne na Uniwersytecie Jagiellońskim.
W czasie okupacji pracował jako laborant w Ostdeutsche Chemische Werke GmbH (Krakowskie Zakłady Sodowe Solvay).
W 1947 roku na Wydziale Matematyczno-Przyrodniczym UJ uzyskał dyplom magistra filozofii w zakresie chemii. Stopień doktora uzyskał w roku 1951, tytuł profesora nadzwyczajnego w 1959 zaś profesora zwyczajnego w 1969 roku. W latach 1960–1972 pełnił obowiązki kierownika Katedry Chemii Krzemianów na Wydziale Inżynierii Materiałowej i Ceramiki. Jeden ze współtwórców Wydziału Ceramicznego i jedynej w Polsce Katedry Chemii Krzemianów. Stworzył polską szkołę chemii krzemianów. Z jego inicjatywy powstał w Polsce pierwszy Wydział Inżynierii Materiałowej i Ceramiki i pierwszy kierunek studiów „Inżynieria Materiałowa”. W dorobku naukowym posiadał ponad 120 publikacji oraz kilka monografii (w tym pierwszego w Polsce podręcznika chemii krzemianów). Jednym z jego uczniów był Mirosław Handke.
Zmarł w Krakowie, pochowany na cmentarzu Rakowickim (kwatera FD-11-6).

## Najważniejsze publikacje
- Analiza krzemianów - zagadnienia ogólne, Warszawa, (1958);
- Minerały ilaste, Biuletyn Przemysłu materiałów Ogniotrwałych, (1948), 100–127;
- Aquantitative theory of the character of chemical bonding in binary compounds, Nature, 192, (1961), 133–135;
- Electrostatic explanation of chemical bonding, Prace Komisji Nauk Technicznych, PAN Kraków 4, (1965);
- Looking for an Answer, (2009).

## Ordery i odznaczenia
- Krzyż Kawalerski Orderu Odrodzenia Polski
- Złoty Krzyż Zasługi (1956)
- Medal 10-lecia Polski Ludowej (15 stycznia 1955)[3]
- Medal KEN (1974)
- Złota Odznaka „Za Pracę Społeczną dla miasta Krakowa” (17 lipca 1972)[4]

## Nagrody i wyróżnienia
- nagrody MOiSW (1967–1973)
- doktor honoris causa AGH (1995)
- wielokrotny laureat nagród Rektora AGH za prace naukowo-dydaktyczne i za całokształt działalności organizacyjnej i dydaktycznej